# Idioma prusiano antiguo
El prusiano antiguo es una lengua báltica extinta, hablada por los habitantes de la zona que posteriormente se llamó Prusia Oriental (hoy repartida entre Polonia, Lituania y la región rusa de Kaliningrado) antes de las colonizaciones alemana y polaca del siglo XIII. Después de esta colonización, se empezó a hablar un dialecto del bajo alemán oriental, llamado también prusiano, por lo que es conveniente no confundirlos. En la región lituana de Klaipėda existe un grupo de personas que intenta revivir una versión reconstruida de este idioma báltico.
El prusiano antiguo está estrechamente emparentado con las otras lenguas bálticas extintas, el galindio (hablado antiguamente en el territorio del sur por los galindios) y el sudoviano (al este, hablado por los sudovios). Su relación es más lejana con las lenguas bálticas orientales, aún vivas, el lituano y más aún con el letón.
Los aesti, mencionados por Tácito en su Germania, podrían haber sido un pueblo hablante de prusiano antiguo. Según los describe Tácito, eran un pueblo como los demás suevos (un grupo de pueblos germánicos) pero con un idioma más "británico" (celta).
Durante la Reforma y después de ella, grupos de personas protestantes de Polonia, Lituania, Francia y Austria encontraron refugio en Prusia. Estos nuevos inmigrantes provocaron un lento declive en el uso del antiguo prusiano, dado que los prusianos comenzaron a adoptar los idiomas de los recién llegados. El prusiano antiguo probablemente dejó de ser hablado alrededor del final del siglo XVII con la gran plaga.
Se le da el nombre de "prusiano antiguo" para evitar la confusión con el adjetivo "prusiano", que se aplica al posterior estado germanohablante conocido como Prusia. El nombre del país en prusiano antiguo, sin ser latinizado, fue "Prusa"; esto puede usarse para reconstruir el idioma desde el estado posterior. El prusiano antiguo empezó a escribirse en el siglo XIV, y de él sobrevive muy poca literatura.